# Милан Шкрињар
Милан Шкрињар (слч. Milan Škriniar; Жјар на Хрону, 11. фебруар 1995) је словачки фудбалер који тренутно наступа за Фенербахче као позајмљени играч Пари Сен Жермена. Игра на позицији одбрамбеног играча.

## Успеси
Жилина
- Суперлига Словачке (1) : 2011/12.[5]
- Куп Словачке (1) : 2011/12.[6]

 Интер
- Серија А (1) : 2020/21.[7]
- Куп Италије (2) : 2021/22,[8] 2022/23.[9]
- Суперкуп Италије у фудбалу (2) : 2021,[10] 2022.[11]
- Лига шампиона: (финале: 2022/23)[12]
- Лига Европе: (финале: 2019/20)[13]

 Пари Сен Жермен
- Прва лига Француске (1) : 2023/24.[14]
- Куп Француске (1) : 2023/24.[15]
- Суперкуп Француске (2) : 2023,[16] 2024.

 Словачка
- Куп краља Тајланда  (1) : 2018.[17]

Појединачни
- Идеални тим Европског првенства до 21 године: 2017.[18]
- Најбољи словачки фудбалер: 2019, 2020, 2021, 2022.[19]